# تپه سراب ماران ۲ ۹۴ - K
تپه سراب ماران ۲ ۹۴ - K مربوط به دوران پیش از تاریخ ایران باستان تا دوران‌های تاریخی پس از اسلام است و در شهرستان کنگاور، روستای سراب ماران واقع شده و این اثر در تاریخ ۱۰ دی ۱۳۸۱ با شمارهٔ ثبت ۶۶۳۵ به‌عنوان یکی از آثار ملی ایران به ثبت رسیده است.